# Луференко, Иван Иосифович
Иван Иосифович Луференко (1919—1943) — сержант Рабоче-крестьянской Красной Армии, участник Великой Отечественной войны, Герой Советского Союза (1944).

## Биография
Иван Луференко родился 2 апреля 1919 года в селе Великие Кошарища (ныне — Коростышевский район Житомирской области Украины). После окончания семи классов школы работал в колхозе. В 1939 году Луференко был призван на службу в Рабоче-крестьянскую Красную Армию. Окончил школу младших командиров. С 1941 года — на фронтах Великой Отечественной войны. К сентябрю 1943 года сержант Иван Луференко командовал разведывательным отделением 496-й отдельной разведроты 236-й стрелковой дивизии 46-й армии Степного фронта. Отличился во время битвы за Днепр.
В ночь с 25 на 26 сентября 1943 года отделение Луференко переправилось через Днепр в районе села Сошиновка Верхнеднепровского района Днепропетровской области Украинской ССР и приняло активное участие в боях за захват и удержание плацдарма на его западном берегу, захватив две линии траншей. На следующий день противник предпринял несколько контратак при поддержке артиллерии и миномётов, но все они были успешно отражены. Во время отражения очередной контратаки Луференко лично уничтожил 7 вражеских солдат, но и сам погиб. Похоронен в братской могиле в посёлке Днепровское Верхнеднепровского района.
Указом Президиума Верховного Совета СССР от 22 февраля 1944 года за «проявленные мужество, героизм и бесстрашие в бою с гитлеровскими захватчиками» сержант Иван Луференко посмертно был удостоен высокого звания Героя Советского Союза. Также посмертно был награждён орденом Ленина.